# Gonzanamá (canton)
Gonzanamá est un canton d'Équateur situé dans la province de Loja.